# 矢作 (青森市)
矢作（やさく）は青森県青森市の地名。郵便番号030-0917。一丁目から三丁目まである。

## 地理
矢作は青森市の東地区に属し、市街地の東寄りに位置する。北と東は原別、西は武兵衛川をはさんで八重田、南は本泉に接している。
二丁目と三丁目の間に2号遊歩道が通る。ここは、1968年（昭和43年）まで旧国鉄の東北本線であった場所である。
地内は、おおむね住宅地であり、家並みは隣接する八重田・原別・本泉から続いている。北端の青森県道259号久栗坂造道線沿いには商店や医院等が集まっている。

## 歴史
「矢作」とは、もともと八重田の小字名であった。『青森市町内盛衰記』の八重田町の項目によると、字 矢作は、1877(明治10)年頃八重田村と原別村との間に所属を巡っての訴訟が起こり、八重田村に所属することとなったという。2003年（平成14年）、原別・八重田地区の住居表示実施により、八重田字矢作の大部分が矢作一丁目から三丁目となり、一部が本泉一丁目から二丁目の一部となった。

## 施設等
- 原別保育所
- 矢作市民館
- 原別山海昌寺